# أونج (عليا أردستان)
أونج (بالفارسية: اونج) هي قرية تقع في إيران في قسم علیا الريفي. يقدر عدد سكانها بـ 59 نسمة بحسب إحصاء 2016.